# جاريد كننغهام
جاريد كننغهام (بالإنجليزية: Jared Cunningham)‏ مواليد 22 مايو 1991 في أوكلاند، هو لاعب كرة سلة محترف أمريكي بدأ مسيرته الاحترافية في سنة 2012 حيث تم اختياره من قبل فريق كليفلاند كافالييرز خلال الدرافت، يلعب في دوري الرابطة الوطنية لفئة التطوير كلاعب هجوم خلفي ويحمل الرقم 9. يبلغ طوله 6 قدم 4 بوصة (1.9 م).

## فرق لعب لها
- دالاس مافيريكس
- أتلانتا هوكس
- سكرامنتو كينغز
- لوس أنجلوس كليبرز
- كليفلاند كافالييرز
- نادي الشرطة العراقي

## إحصائيات المسيرة

### الموسم الاعتيادي
| السنة   | الفريق             | لعب | بدأ | دقيقة | ميداني% | ثلاثية | حرة   | ارتداد | صنع | استلاب | تصدي | نقطة |
| ------- | ------------------ | --- | --- | ----- | ------- | ------ | ----- | ------ | --- | ------ | ---- | ---- |
| 2012–13 | دالاس مافيريكس     | 8   | 0   | 3.3   | .429    | .667   | 1.000 | .4     | .1  | .1     | .0   | 2.0  |
| 2013–14 | أتلانتا هوكس       | 5   | 0   | 4.4   | .500    | .000   | .000  | .2     | .6  | .0     | .0   | .4   |
| 2013–14 | سكرامنتو كينغز     | 8   | 0   | 7.3   | .263    | .167   | .929  | .6     | .6  | .4     | .0   | 3.0  |
| 2014–15 | لوس أنجلوس كليبرز  | 19  | 0   | 4.7   | .364    | .308   | .538  | .5     | .5  | .2     | .0   | 1.8  |
| 2015–16 | كليفلاند كافالييرز | 40  | 3   | 8.9   | .352    | .313   | .625  | .7     | .5  | .3     | .1   | 2.6  |
| المسيرة | المسيرة            | 80  | 3   | 6.9   | .352    | .309   | .658  | .6     | .5  | .2     | .0   | 2.3  |

## روابط خارجية
- جاريد كننغهام على موقع إن بي أي (الإنجليزية)
- جاريد كننغهام على موقع سبورتس رفرنس (الإنجليزية)
- جاريد كننغهام على موقع كرة السلة الأوروبية.كوم (الإنجليزية)
- جاريد كننغهام على موقع إي إس بي إن.كوم (الإنجليزية)
- جاريد كننغهام على موقع كلية كرة السلة في سبورتس رفرنس.كوم (الإنجليزية)
- جاريد كننغهام على موقع ريلجم (الإنجليزية)
- جاريد كننغهام على موقع بروبوليرز (الإنجليزية)
- جاريد كننغهام على موقع سبورتس رفرنس (الإنجليزية)
- جاريد كننغهام على موقع سبورتس رفرنس (الإنجليزية)